# Minories ètniques a Romania

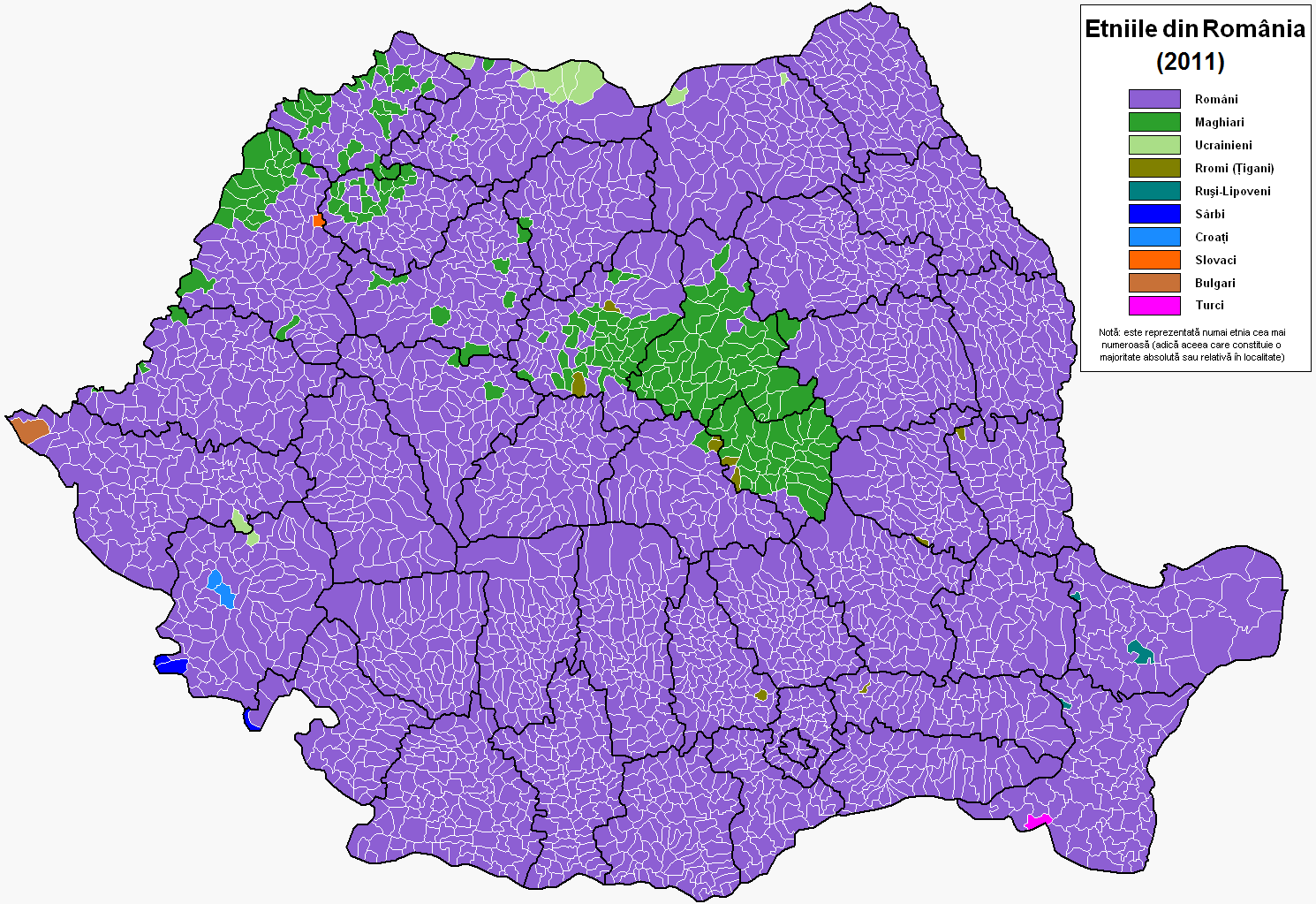
Mapa ètnic de Romania dins 2011

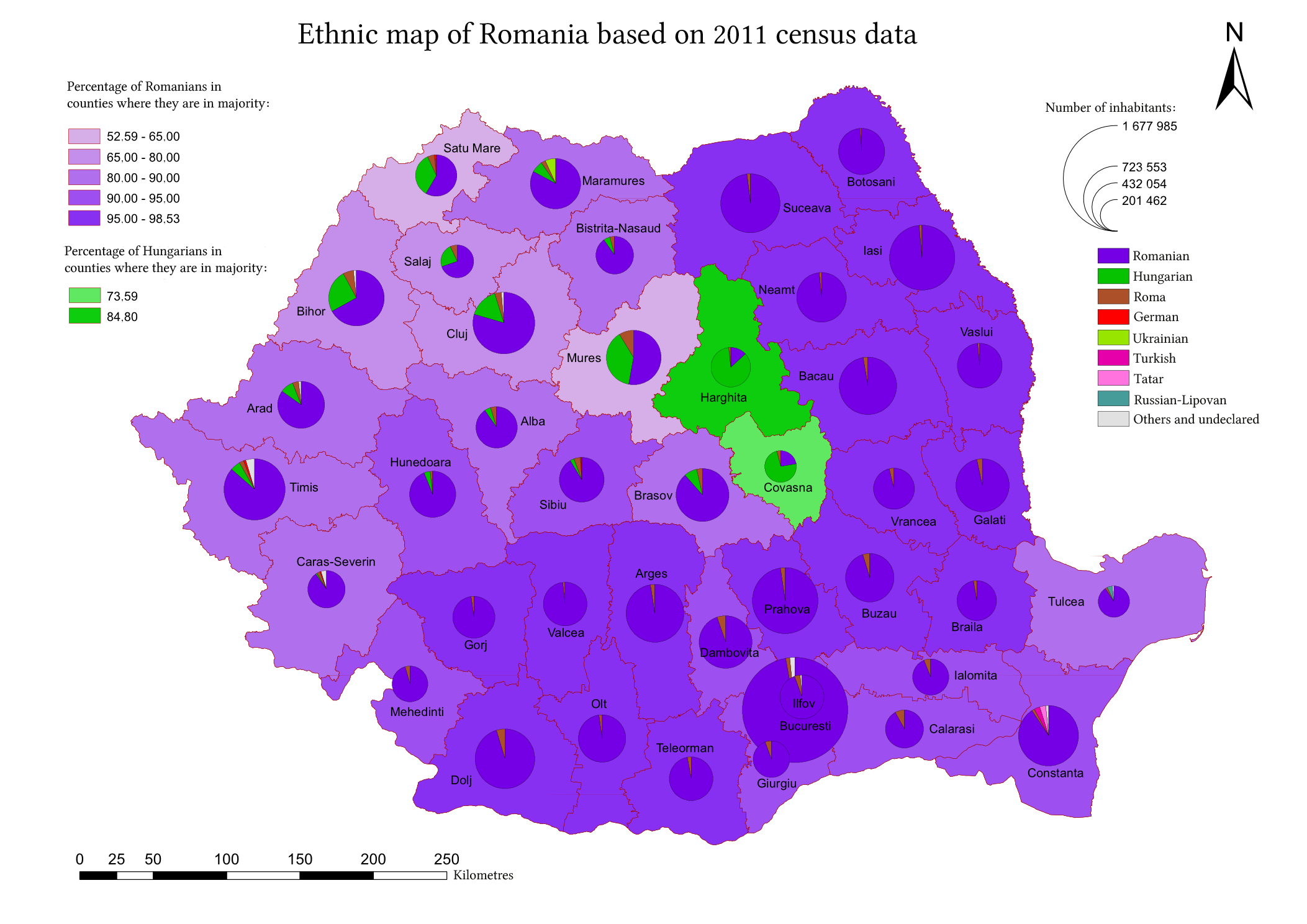
Mapa ètnic dels comtats Romanesos (2011 cens)

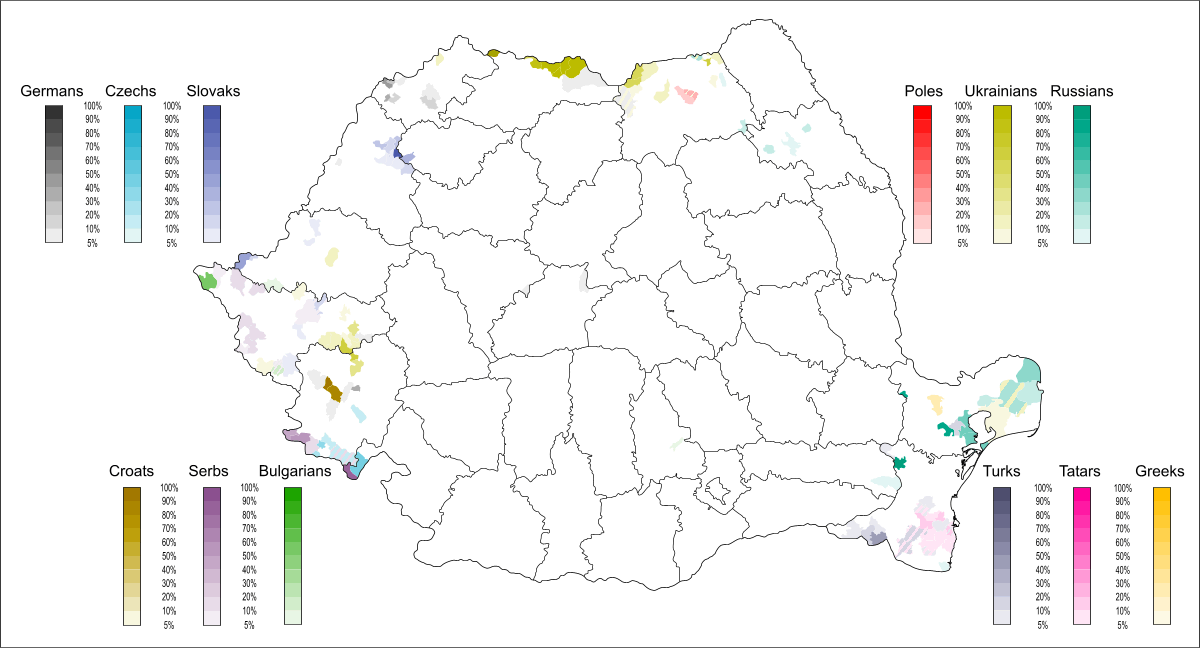
Minories menors de Romania (sota 100.000 membres)

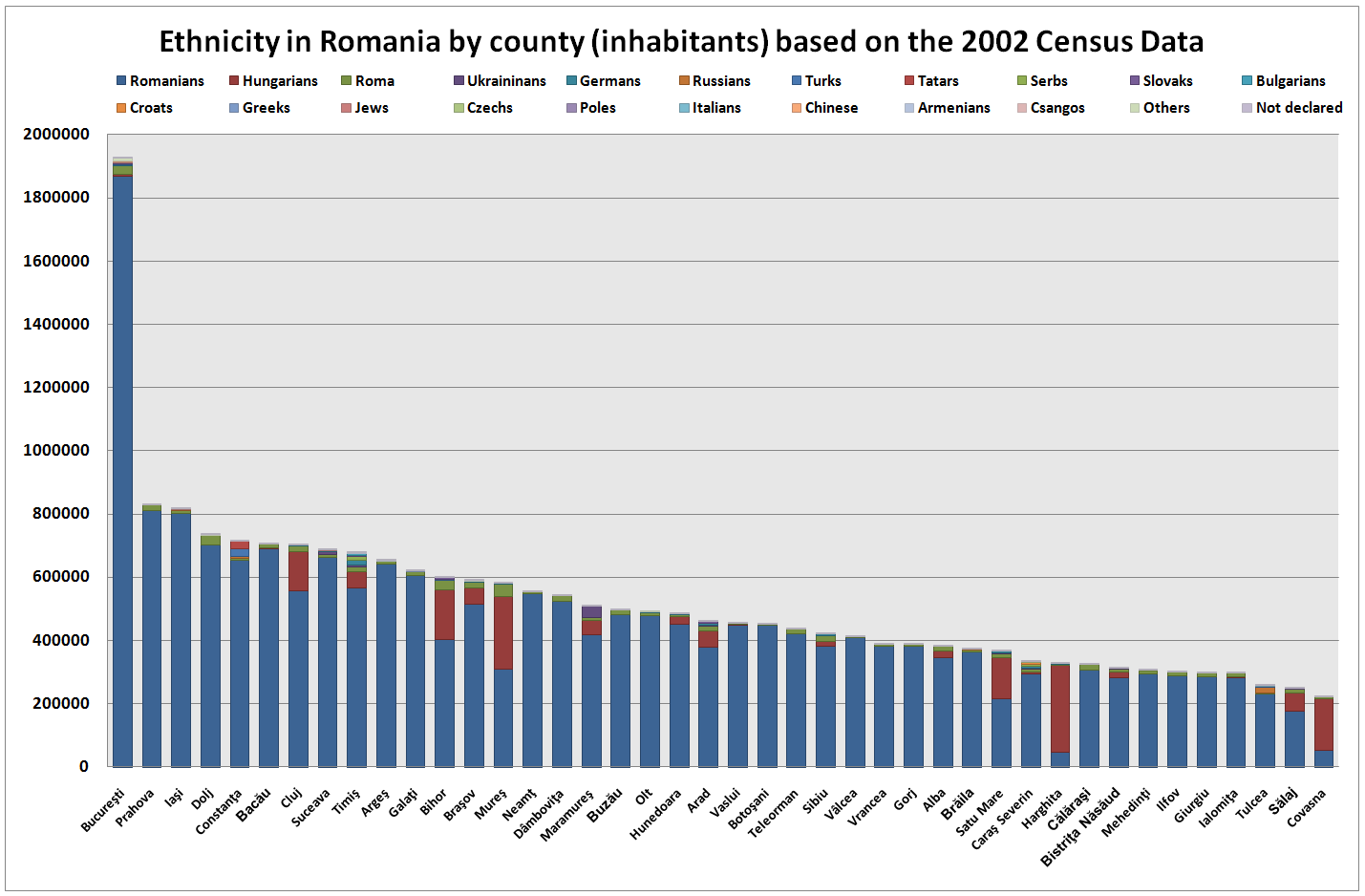
Etnicitat dins Romania per comtat (habitants) va basar en la 2002 dada de cens

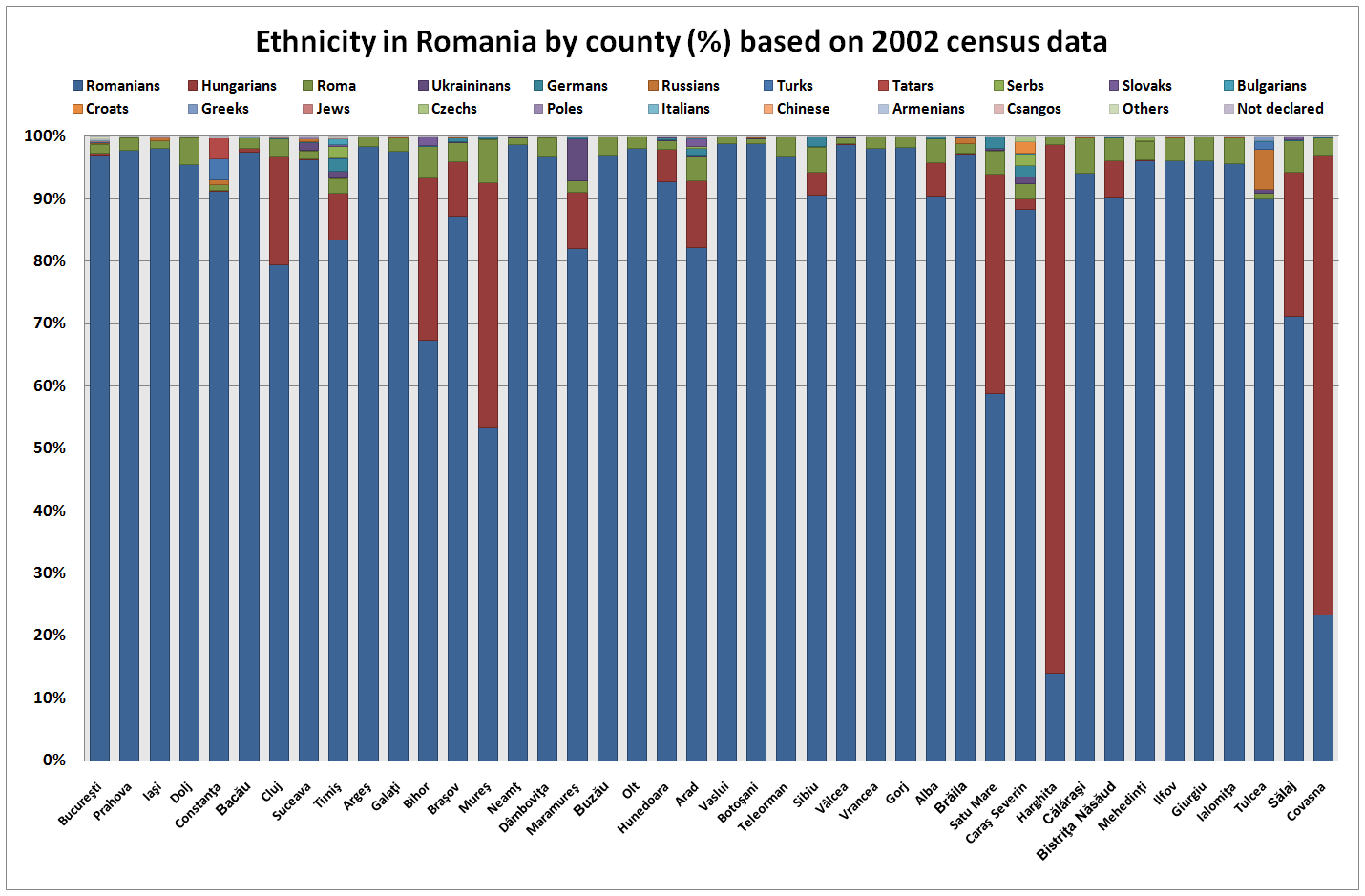
Etnicitat dins Romania per comtat (%) va basar damunt 2002 dada de cens

Les minories ètniques a Romania són al voltant del 10,5% de la població de Romania, essent la resta considerada d'ètnia romanesa. Les principals minories a Romania són els gitanos, i els hongaresos (szeklers, csangos i magiars; especialment als comtats de Harghita, Covasna i Mureș), amb una població alemanya en declivi (a Timiș, Sibiu, Brașov o Suceava) i un nombre menor de polonesos. a Bucovina (Àustria-Hongria va atreure miners polonesos, que s'hi van establir des de la regió de Cracòvia a la Polònia contemporània durant el segle xix), serbis, croats, eslovacs i búlgars del Banat (al Banat), ucraïnesos (al Maramureș i Bucovina), grecs (Brăila, Constanța), Jueus (Valàquia, Bucarest), turcs i tàrtars (en Constanța), armenis, russos (Lippovans, en Tulcea), els negres i els romanesos, i altres.
Fins avui, les poblacions minoritàries són més grans a Transsilvània i el Banat, regions històriques situades al nord i l'oest del país que eren antigues possessions territorials del Regne d'Hongria, dels Habsburg o de l'Imperi austríac (des de 1867 la monarquia dual) d'Àustria-Hongria fins a la Primera Guerra Mundial).
Abans de la Segona Guerra Mundial, les minories representaven més del 28% de la població total. Durant la guerra aquest percentatge es va reduir a la meitat, en gran part per la pèrdua de les zones frontereres de Bessaràbia i el nord de la Bucovina (a l'antiga Unió Soviètica, ara República de Moldàvia i Ucraïna), les illes del Mar Negre (a l'antiga Unió Soviètica, ara Ucraïna), i el sud de Dobrudja (a Bulgària), així com per la fugida de la postguerra o la deportació dels ciutadans d'ètnia alemanya.
A la llei electoral romanesa, les minories ètniques reconegudes pel govern a Romania estan subjectes a un llindar significativament més baix i, en conseqüència, han guanyat escons a la Cambra dels Diputats des de la caiguda del règim de Nicolae Ceauşescu.

## Minoria hongaresa a Romania

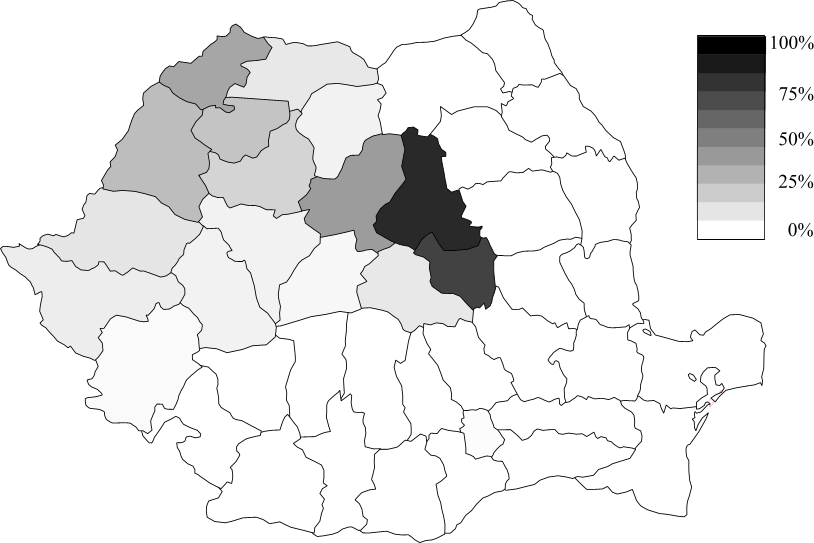
Mapa dels comtats romanesos amb la població hongaresa destacada.

La minoria gitana a Romania consisteix en el 8,32% de la població total (1.850.000 ciutadans segons el Consell d’Europa), sent, per tant, la minoria ètnica més gran del país.
La minoria hongaresa a Romania consisteix en el 6,1% de la població total (1.227.623 ciutadans segons el cens de 2011).
La majoria dels hongaresos viuen al que avui es coneix com a Transsilvània (on representen aproximadament el 16,79% de la població), una zona que inclou les regions històriques de Banat, Crișana i Maramureș. Formen una gran majoria de la població només als comtats de Harghita i Covasna i un gran percentatge al comtat de Mureș.

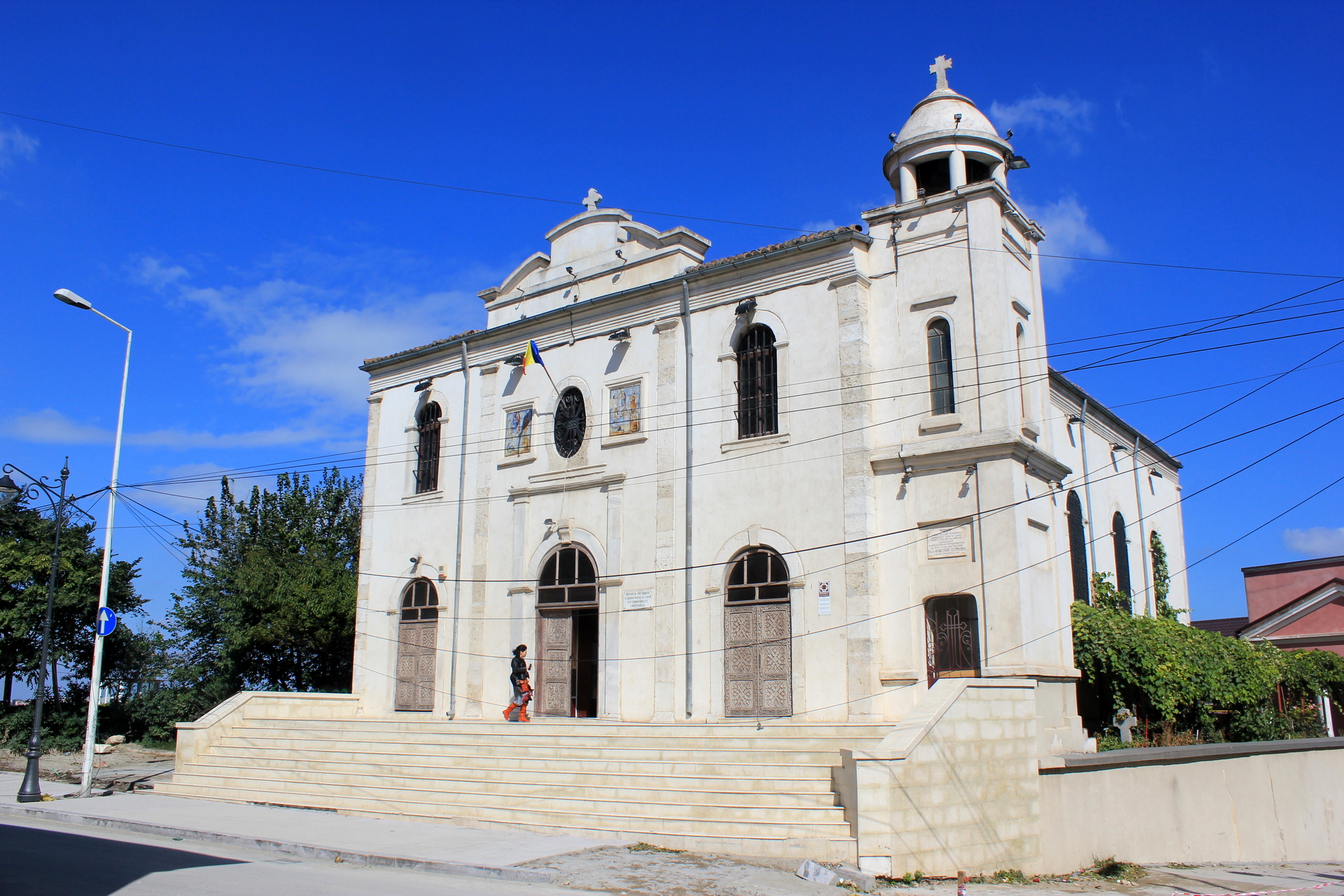
Metamorfosi d'Església ortodoxa oriental en Constanțun, amb el servei ocasionalment aguantat en grec

Entre les ciutats i municipis de Romania amb les proporcions més altes de grecs a partir del 2011 es troben a Izvoarele (en grec: Ιζβοάρελε; 43,82%) i Sulina (en grec: Σουλινάς; 1,69%), tots dos al comtat de Tulcea.
Segons el cens romanès de 2002, la comunitat grega comptava amb 6.472 persones, la majoria de les quals viuen a Bucarest i els seus voltants. A continuació, els comtats de Dobruja de Tulcea i Constanța, i els de Brăila i Galați orientats al Danubi. El cens de 1992, però, va trobar 19.594 grecs; això mostra la tendència d'assimilació. Segons la Secretaria General per a Grecs a l'Exterior (dependència del Ministeri d'Afers Exteriors grec), la comunitat grega a Romania és de 14.000.
La Unió Hel·lènica de Romania, fundada l'any 1990, representa els interessos polítics i culturals de preservació de la comunitat, sobretot aportant els seus representants a la Cambra dels Diputats de Romania.